# ジョン・アンダーソン (下院議員)
ジョン·アンダーソン (John Anderson、1792年7月30日 - 1853年8月21日)はメイン州の政治家。アメリカ合衆国下院議員(1825-1833、メイン州選出)を務めた。メイン州ウィンダムで生まれ、公立校に通い、1813年にボウディン大学を卒業した。法律を学び、1816年に弁護士となり、ポートランドで個人開業した。 
ジャクソン流民主主義者としてメイン州上院議員 (1825年3月4日 - 1833年3月3日)を務めた。選挙委員会(第20議会)委員長、海軍総務委員会(第22回議会)委員長でもあった。
メイン州ポートランド市長(1833年-1836年、1842年)、メイン州司法長官(1833年-1836年)、ポートランド港税関長(1837-1841、1843-1848)を務めた。弁護士業を再開し、ポートランドで死亡すると、メイン州ウィンダムの町営墓地(彼の祖先の農場跡の一部)に埋葬された。